# The Regatta Mystery and Other Stories
The Regatta Mystery and Other Stories est un recueil de neuf nouvelles d'Agatha Christie, publié en 1939 aux États-Unis chez l'éditeur Dodd, Mead and Company.
Il est composé d'une nouvelle fantastique (no 8) et de huit nouvelles policières : les nos 2, 3, 5, 7 et 9 mettent en scène Hercule Poirot, les nos 1 et 4 Parker Pyne et la no 6 Miss Marple. 
Ce recueil, spécifiquement américain, n'a jamais été publié au Royaume-Uni ou en France, même si certaines des nouvelles qui le composent ont par ailleurs été publiées dans des recueils britanniques ou français.

## Composition du recueil
1. The Regatta Mystery (Le Mystère des régates)
2. The Mystery of the Bagdad Chest (Le Mystère du bahut de Bagdad)
3. How Does Your Garden Grow? (Comment poussent vos fleurs ?)
4. Problem at Pollensa Bay (L'Intrigante de Pollensa)
5. Yellow Iris (L'Iris jaune)
6. Miss Marple Tells a Story (Miss Marple raconte une histoire)
7. The Dream (Le Rêve)
8. In a Glass Darkly (Le Miroir)
9. Problem at Sea (Énigme en mer)

## Publications

### Royaume-Uni
Le recueil n'a pas d'équivalent au Royaume-Uni, les nouvelles sont publiées dans différents recueils :
- la nouvelle no 7 est publiée en 1960 dans The Adventure of the Christmas Pudding and a Selection of Entrées ;
- les nouvelles nos 3 et 9 sont publiées en 1974 dans Poirot's Early Cases ;
- les nouvelles nos 6, 8 sont publiées en 1979 dans Miss Marple's Final Cases and Two Other Stories ;
- les nouvelles nos 1, 4, 5, sont publiées en 1991 dans Problem at Pollensa Bay and Other Stories ;
- la nouvelle no 2 est publiée en 1997 dans While the Light Lasts and Other Stories.

### France
Le recueil n'a pas d'équivalent en France, les nouvelles sont publiées pour la première fois dans les différents recueils suivants :
- la nouvelle nos 7 est publiée en 1969 dans Témoin à charge ;
- les nouvelles nos 3 et 9 sont publiées en 1979 dans Le Bal de la victoire ;
- la nouvelle no 8 est publiée en 1981 dans Le Flambeau ;
- les nouvelles nos 1, 4 et 6 sont publiées en 1986 dans Marple, Poirot, Pyne... et les autres ;
- la nouvelle no 5 est publiée en 1991 dans Le Second Coup de gong ;
- la nouvelle no 2 est publiée en 1999 dans Tant que brillera le jour.